# Kakara Ibi
Kakara Ibi var en farao i Egyptens åttonde dynasti under första mellantiden. Enligt Turinpapyrusen härskade han i 4 år och 2 månader och byggde en mindre pyramid vi Sakkara som även var den sista som byggdes där.